# Мостренко Дмитро Андрійович
 Дмитро Андрійович Мостренко — старший солдат Збройних сил України, учасник російсько-української війни, що загинув у ході російського вторгнення в Україну в 2022 році. Син Заслуженого артиста України Андрія Мостренка.

## Військова служба
Дмитро Мостренко ніс військову службу на посаді номера обслуги гранатометного відділення гранатометного взводу роти вогневої підтримки батальйону морської піхоти миколаївської 36-ї бригади морської піхоти.

## Нагороди
- орден «За мужність» III ступеня (2022, посмертно) — за особисту мужність і самовіддані дії, виявлені у захисті державного суверенітету та територіальної цілісності України, вірність військовій присязі.